# Mąka gryczana

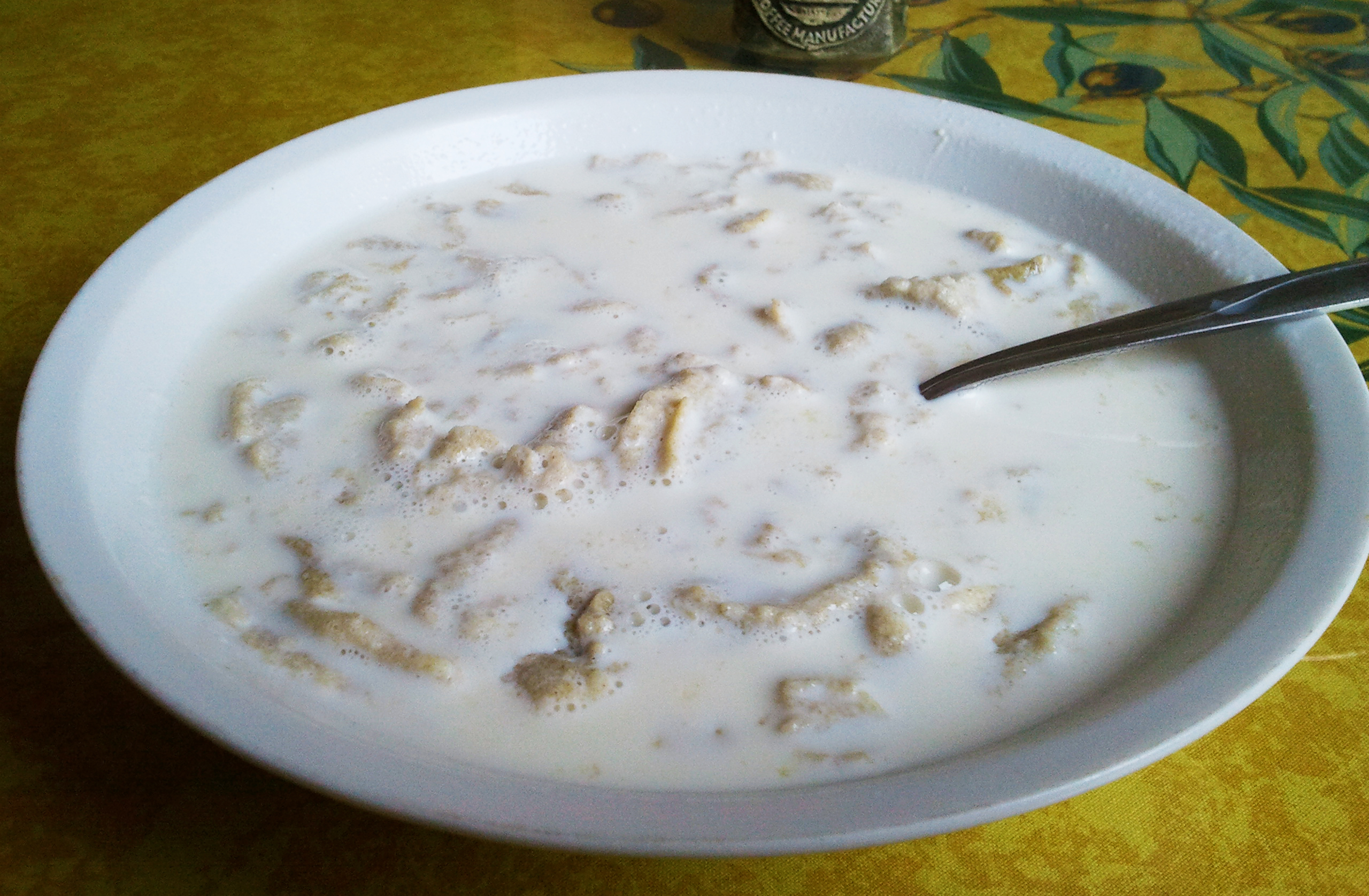
Zupa mleczna ugotowana na mące gryczanej i jajkach

Mąka gryczana (mąka tatarczana) – rodzaj mąki otrzymywany z ziaren gryki.

## Właściwości
Posiada ciemną, brązową barwę dzięki czemu nadaje wypiekom ciemniejszy kolor. Mąka gryczana zawiera witaminy z grupy B i przeciwutleniacze. Nie zawiera glutenu. W potrawach pozostawia posmak charakterystyczny dla kaszy gryczanej.

## Zastosowanie
Mąka gryczana wykorzystywana jest do sporządzania prażuchy, zup (ukraińska sołomacha), wyrobu makaronów (np. włoskie bigoli i pizzoccheri, japoński soba), rozmaitych klusek, omletów, naleśników oraz znanych z kuchni rosyjskiej blinów. Z mąki gryczanej wypieka się także ciasta (w tym np. torty), chleby i inne pieczywa. Chleby typu „tatarczuch” znajdują się na liście polskich produktów tradycyjnych. W kuchni białoruskiej, ze sfermentowanego ciasta z mąki gryczanej przyrządza się kułagę – podawany na zimno deser owocowy. Często stosowana jako dodatek do mąki pszennej.